# Нототениевые
Нототениевые (лат. Nototheniidae) — семейство автохтонных антарктических лучепёрых рыб подотряда нототениевидных (Notothenioidei) отряда окунеобразных (Perciformes). Включает по разным данным от 50 до 61 вида, объединяемых в 12 родов, а по мнению некоторых авторов в 13—16 родов. Представители семейства, главным образом донные и придонные рыбы, в целом имеют достаточно широкий ареал и распространены в основном в высокоширотной Антарктике у берегов Антарктиды и вблизи северной границы Южного океана — в талассобатиали субантарктических островов; некоторые виды встречаются также в умеренных водах Фолклендско-Патагонского района у берегов Южной Америки, вдоль южного побережья Чили и у берегов Новой Зеландии.
У нототениевых рыб, как и у прочих представителей подотряда нототениевидных, произошедших от типично донных рыб, отсутствует плавательный пузырь, тем не менее, некоторые виды семейства в процессе эволюции успешно освоили пелагиаль, превратившись во вторично-пелагических и криопелагических (ассоциированных с плавающим льдом) рыб. Пелагизация в семействе осуществлялась как за счёт изменения общей морфологии тела, так и за счёт уменьшения удельного веса рыб путём обводнения мышц, образования своеобразных внутримышечных жировых депо — липидных мешков, а также уменьшением минерализации костей и редукции костных элементов скелета, в результате чего плавучесть тела приблизилась к нейтральной. Большинство типично антарктических видов, обитающих при температурах воды близких к замерзанию (до минус 1,9 градусов Цельсия) имеют в крови и других жидкостях тела своеобразные биологические антифризы, особые соединения сахаров с белками — гликопротеины, препятствующие образованию или критическому росту кристаллов льда в организме. Другой важнейшей адаптацией к образу жизни при постоянных отрицательных температурах является снижение количества форменных элементов в крови, прежде всего эритроцитов, что способствует значительному уменьшению вязкости крови и, соответственно, более быстрой её циркуляции в кровеносной системе.
В настоящее время основными и наиболее ценными объектами международного промышленного рыболовства в Южном океане являются два наиболее крупных среди нототениевидных рыб рода клыкачей — антарктический клыкач Dissostichus mawsoni Norman, 1937 и патагонский клыкач Dissostichus eleginoides Smitt, 1898. На Патагонском шельфе успешно ловят относительно мелкую патагонскую нототению Рамсея Patagonotohen ramsei.

## Характеристика семейства Nototheniidae
Тело удлинённое, сжатое с боков, обычно покрытое ктеноидной чешуёй, иногда — циклоидной. Рот конечный, с горизонтальной или косой ротовой щелью; верхняя челюсть слабовыдвижная. Зубы на челюстях мелкие щетинковидные, конические или клыковидные; на нёбной кости и сошнике зубов нет. Жаберные мембраны обычно прирощены к истмусу и образуют короткую складку; у некоторых рыб жаберная мембрана не прирощена к истмусу. Обычно два раздельных спинных плавника: в первом спинном плавнике обычно 3—11 гибких (иногда жёстких) колючек, во втором спинном плавнике 25—42 членистых лучей. В анальном плавнике 22—40 членистых лучей. Большинство лучей  во втором спинном и анальном плавниках ветвящиеся. Грудной плавник большой, веерообразный, содержит 16—33 луча, в основном  ветвистых, кроме самого верхнего неветвистого. Брюшной плавник югулярный, содержит 1 колючий и 5 членистых лучей. Хвостовой плавник закруглённый или выемчатый, содержит 10—17 ветвистых лучей. Лучей жаберной перепонки 6, изредка 5 или 7. Одна трубчатая ноздря с каждой стороны. Крышечная и предкрышечная кости без шипов, за исключением трематома Скотта Trematomus scotti, у которого имеется тупой шип на крышечной кости. Боковых линий обычно 1—3 (дорсальная, медиальная и анальная), представленных трубчатыми и прободенными чешуями (у гвоздаря Световидова Gvozdarus svetovidovi встречается 4 боковых линии, в том числе супрадорсальная). Жаберные тычинки хорошо развиты. Позвонков 45—59.

## Роды и виды
Некоторые русские названия даны по:
| - Этотаксисы (Aethotaxis) - Длиннопёрая нототения (Aethotaxis mitopteryx) - Криотении (Cryothenia) - Cryothenia amphitreta - Криотения (Cryothenia peninsulae) - Клыкачи (Dissostichus) - Патагонский клыкач (Dissostichus eleginoides) - Антарктический клыкач (Dissostichus mawsoni) - Зелёные нототении (Gobionotothen) - Нототения-остролучка (Gobionotothen acuta) - Gobionotothen barsukovi - Зелёная нототения (Gobionotothen gibberifrons) - Марионская зелёная нототения (Gobionotothen marionensis) - Гвоздари (Gvozdarus) - Гвоздарь Световидова (Gvozdarus svetovidovi) - Чешуеглазые нототении (Lepidonotothen) - Чешуеглазая нототения (Lepidonotothen squamifrons) - Антарктическая чешуеглазая нототения (Lepidonotothen kempi) - Большеглазая нототения (Lepidonotothen macrophthalma) - Нототении-звездочёты (Lindbergichthys) - Кергеленская нототения-звездочёт (Lindbergichthys mizops) - Лысая нототения-звездочёт (Lindbergichthys nudifrons) - Гололобые нототении (Notothenia) - Мраморная нототения (Notothenia rossi) - Антарктическая нототения (Notothenia coriiceps) - Нототениопсы (Nototheniops) - Нототениопс Ларсена (Nototheniops larseni) - Нототениопс Нибелина (Nototheniops nybelini) - Остроносый нототениопс (Nototheniops loesha) - Нототениопс-чиж (Nototheniops tchizh) - Марионский нототениопс (Nototheniops tchizh minutus) - Крозетский нототениопс (Nototheniops tchizh crozetensis) - Широколобики (Pagothenia) - Большой широколобик (Pagothenia borchgrevinki) - Малый широколобик (Pagothenia brachysoma) | - Антарктические серебрянки (Pleuragramma) - Антарктическая серебрянка (Pleuragramma antarcticum) - Синие нототении (Paranotothenia) - Paranotothenia dewitti - Синяя нототения (Paranotothenia magellanica) - Патагонские нототении (Patagonotothen) - Короткохвостая патагонская нототения (Patagonotothen brevicauda) - Зубатая патагонская нототения (Patagonotothen canina) - Рогатая патагонская нототения (Patagonotothen cornucola) - Элегантная патагонская нототения (Patagonotothen elegans) - Желтопёрая патагонская нототения (Patagonotothen guntheri) - Патагонская нототения Джордана (Patagonotothen jordani) - Патагонская нототения Креффта (Patagonotothen kreffti) - Длиннопёрая патагонская нототения (Patagonotothen longipes) - Патагонская нототения Рамсея (Patagonotothen ramsayi) - Нототения-сима (Patagonotothen sima) - Чешуйчатая патагонская нототения (Patagonotothen squamiceps) - Мозаичная патагонская нототения (Patagonotothen tessellata) - Патагонская нототения Томпсона (Patagonotothen thompsoni) - Патагонская нототения Вилтона (Patagonotothen wiltoni) - Трематомы (Trematomus) - Трематом-гонец (Trematomus newnesi) - Pseudotrematomus - Трематом-пестряк (Pseudotrematomus bernacchii) - Чешуйчатый трематом (Pseudotrematomus eulepidotus) - Трематом-полосатик (Pseudotrematomus hansoni) - Чешуерылый трематом (Pseudotrematomus lepidorhinus) - Трематом Лённберга (Pseudotrematomus loennbergii) - Трематом-чернопёрка (Pseudotrematomus nicolai) - Трематом-рыжик (Pseudotrematomus pennellii) - Трематом Скотта (Pseudotrematomus scotti) - Трематом Токарева (Pseudotrematomus tokarevi) - Южногеоргианский трематом-пестряк (Pseudotrematomus vicarius) |